# Ложемент

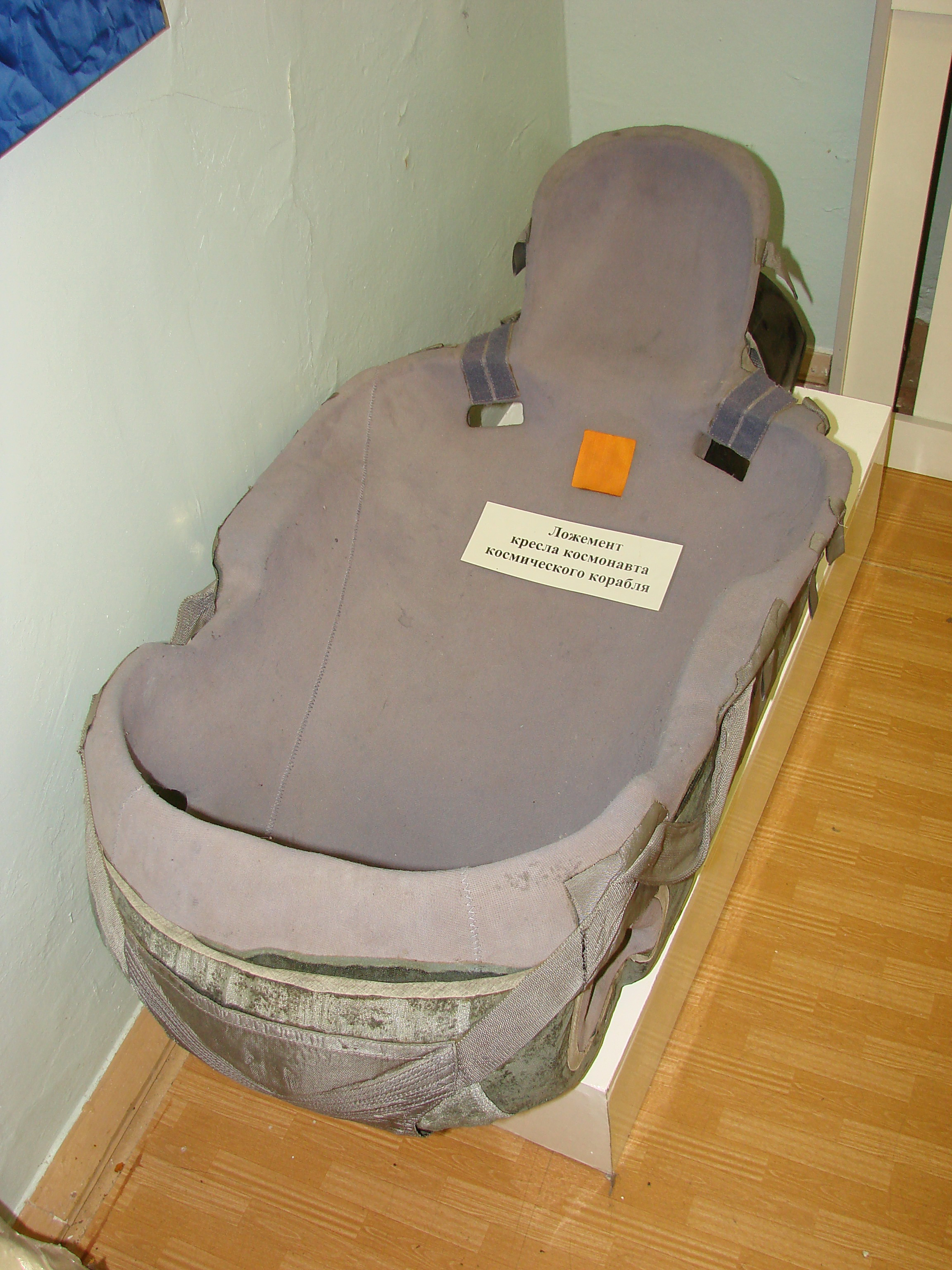
Ложемент кресла космонавта

Ложеме́нт (фр. logement — помещение) — подложка в виде вкладыша или подставка для фиксации какой-либо продукции либо заготовки. Может быть выполнен из различного материала и изготовлен для различных целей.

## История слова
Ложементом в XIX веке именовали первые стрелковые окопы в виде стрелковых рвов для стрельбы лёжа или с колена.
Впервые ложементы получили своё развитие во время обороны Севастополя в 1854-1855 гг. по инициативе Тотлебена. Это понятие применялось в то время также в отношении окопов для отдельных орудий — их называли орудийными ложементами.
Существовал также оборот «минный ложемент», т. е. котлован, откуда минным спуском велась минная галерея. В настоящее время все эти словосочетания вышли из употребления, и лишь в специальной литературе иногда встречается «минный ложемент».

## Ложементы для упаковки
Ложементы применяются в рекламных целях при упаковке книжной, косметической, парфюмерной и сувенирной продукции и товаров народного потребления. Для подарочной упаковки применяются как минимум два типа ложемента. Подразделяются они на свободный ложемент и жёсткий.
- Свободный изготавливается, используя, как правило, переплётный картон в качестве основы, драпированный тканью, уложенной фалдами.
- Жёсткий ложемент может изготавливаться из флокированного или обычного пластика методом термоформовки или из того же переплётного картона, но для красоты восприятия кашированного различными дизайнерскими бумагами (материалами).

Картонные основы ложементов могут вырубаться штанцформами или вырезаться на лазерном станке. Многие упаковочные фирмы при малых тиражах вырезают контуры ложементов вручную.

## Ложементы в технике
В авиации используются, например, при транспортировке самолётов в фиксирующих приспособлениях для фюзеляжа, крыла или носовой части фюзеляжа. На производстве ложементы используются в качестве установочной базы, конфигурация которого должна соответствовать конфигурации детали для полного базирования заготовки. Он применяется для лишения заготовки нескольких степеней свободы.

## Материалы для изготовления ложементов
Ложементы могут изготавливаться из следующих материалов:
- дерево;
- поролон (пенополиуретан);
- изолон (сшитый пенополиэтилен);
- вспененный пенополиэтилен;
- пенополистирол;
- полиэтилен;
- картон;
- ткань (атлас, бархат).

Как правило, упаковочные ложементы из изолона или других пеноматериалов покрывают картоном или тканью для придания упаковке более презентабельного вида.

## Другие значения
- Сиденье кресла для гонщика, летчика и космонавта, имеющее определённую форму.
- Опорное устройство для крепления космического летательного аппарата на стартовой площадке.
- Опорное устройство для крепления резервуара или другого громоздкого изделия на фундаменте.
- Подкладка для чего-либо.
- Держатель для микрофона.